# Carlosruizite
La carlosruizite è un minerale.